# Tommy Thompson (calciatore 1995)
Thomas Palmer Thompson, detto Tommy (Hinsdale, 15 agosto 1995), è un calciatore statunitense, centrocampista del Des Moines Menace.

## Biografia
È il figlio dell'ex calciatore Gregg Thompson.

## Statistiche

### Presenze e reti nei club
Statistiche aggiornate al 3 settembre 2017.
| Stagione                    | Club                        | Campionato                  | Campionato | Campionato | Coppe nazionali | Coppe nazionali | Coppe nazionali | Coppe continentali | Coppe continentali | Coppe continentali | Supercoppe | Supercoppe | Supercoppe | Totale | Totale |
| Stagione                    | Club                        | Comp                        | Pres       | Reti       | Comp            | Pres            | Reti            | Comp               | Pres               | Reti               | Comp       | Pres       | Reti       | Pres   | Reti   |
| --------------------------- | --------------------------- | --------------------------- | ---------- | ---------- | --------------- | --------------- | --------------- | ------------------ | ------------------ | ------------------ | ---------- | ---------- | ---------- | ------ | ------ |
| 2014                        | San Jose Earthquakes        | MLS                         | 13         | 0          | USOC            | -               | -               | -                  | -                  | -                  | -          | -          | -          | 13     | 0      |
| 2015                        | San Jose Earthquakes        | MLS                         | 17         | 0          | USOC            | 2               | 0               | -                  | -                  | -                  | -          | -          | -          | 24     | 1      |
| 2016                        | San Jose Earthquakes        | MLS                         | 17         | 0          | USOC            | 1               | 0               | -                  | -                  | -                  | -          | -          | -          | 29     | 3      |
| 2017                        | San Jose Earthquakes        | MLS                         | 25         | 1          | USOC            | 4               | 0               | -                  | -                  | -                  | -          | -          | -          | 3      | 0      |
| Totale San Jose Earthquakes | Totale San Jose Earthquakes | Totale San Jose Earthquakes | 72         | 1          |                 | 7               | 0               |                    | -                  | -                  |            | -          | -          | 79     | 1      |
| Totale carriera             | Totale carriera             | Totale carriera             | 72         | 1          |                 | 7               | 0               |                    | -                  | -                  |            | -          | -          | 79     | 1      |